# Authentique (bier)
Authentique is een Belgisch bier van hoge gisting.
Het bier wordt gebrouwen in de artisanale Authentique Brasserie te Blaton, Henegouwen.

## Varianten
- 621, bruin bier met een alcoholpercentage van 7%
- Ambrée, koperkleurig bier met een alcoholpercentage van 5%
- Blonde, donkerblond bier met een alcoholpercentage van 6,5%
- Blonde de Noël, donkerblond kerstbier met een alcoholpercentage van 9%
- Tripel, amberkleurig bier, type tripel, met een alcoholpercentage van 9,5%